# Прапор Аделаїди

Співвідношення прапора: 1:2

Прапор Аделаїдської пароплавної компанії

Гербовий прапор Аделаїди (Австралія) затверджений 2 серпня 1982 року. Він замінив де-факто прикрасу, герб на білому тлі, який вивішувався поза межами ратуші та використовувався під час особливих випадків до заміни. Новий прапор був підготовлений Коледжем зброї та взяв символіку з герба міста.
Прапор містить темно-синій фон, розділений на чотири частини хрестом Святого Георгія, окресленим золотим контуром, на якому накладено герб міста Аделаїда. З трьох сторін прапор облямований діагональними синьо-золотими смугами.